# Тиони, Йоанн
Йоанн Тиони (фр. Yohann Tihoni; род. 20 июля 1994, Таити, Французская Полинезия) — таитянский футболист, нападающий клуба «Пираэ» и национальной сборной Таити.

## Клубная карьера
Взрослую футбольную карьеру начал в таитянском клубе «Рониу» в 2012 году и по сей день защищает его цвета.

## Карьера в сборной
Тиони привлекался в юношескую и олимпийскую сборные Таити.
За национальную сборную Таити провёл две игры. Дебют состоялся 26 марта 2013 года в матче отборочного турнира чемпионата мира 2014 против сборной Новой Каледонии.
Свой второй матч за сборную провёл на Кубке конфедераций 2013, выйдя на замену в матче против команды Уругвая.